# Seletinoide G
Il seletinoide G è un composto chimico sintetico appartenente alla classe dei retinoidi. Questo composto di quarta generazione, il cui sviluppo era iniziato nel 2005 da parte di Amorepacific Corporation, ha attirato l'attenzione per le sue potenziali proprietà antitumorali ed i suoi effetti benefici sulla pelle.

## Struttura chimica
Il seletinoide G è un derivato piranonico progettato come analogo dei retinoidi. La sua struttura chimica è stata ottenuta sostituendo il gruppo carbossilico dell'acido retinoico con il gruppo idrossilico enolico dell'acido cogico. 
La sintesi del seletinoide G prevede due fasi principali. Inanzitutto, il 5-idrossi-2-(idrossimetil)-4H-piran-4-one, derivato dell'acido cogico, viene convertito nel corrispondente cloruro mediante trattamento con cloruro di tionile (SOCI2). In secondo luogo, il cloruro risultante viene fatto reagire con il sale di potassio dell'acido 3,4-(metilendiossi)cinnamico, portando alla formazione del seletinoide G.

## Proprietà biologiche
Numerosi studi hanno evidenziato le sue potenziali applicazioni nel trattamento di malattie oncologiche. Il seletinoide G ha dimostrato attività significative contro linee cellulari tumorali resistenti ai farmaci convenzionali.

## Sicurezza
Gli studi condotti finora indicano che il Seletinoid G è ben tollerato e non causa irritazione cutanea significativa, anche dopo 4 giorni di applicazione topica occlusiva. Tuttavia, sono necessari ulteriori studi per valutare la sua sicurezza a lungo termine e i potenziali effetti collaterali.

## Stato della ricerca
Le ricerche miravano a sfruttare il seletinoide G come base per lo sviluppo di nuovi farmaci antitumorali. I dati iniziali suggerivano che la molecola avrebbe potuto agire come agente chemioterapico naturale, con un profilo di sicurezza promettente.
A gennaio 2025, le ricerche sono state interrotte dopo aver raggiunto la fase 1 dei trial clinici. Le motivazioni dell'interruzione non sono state rese note.